# George A. Banker
George A. Banker (né le 8 août 1874 à Pittsburgh et mort le 1er décembre 1917 à Pittsburgh) est un coureur cycliste américain. Il a notamment été champion du monde de vitesse en 1898.
Il est intronisé au Temple de la renommée du cyclisme américain en 2019.

## Palmarès

### Championnats du monde
- 1895
  -  Médaillé d'argent de la vitesse
- 1898
  -  Champion du monde de vitesse

### Autres compétitions
- 1894
  - Grand Prix de Paris
  - 2e du Grand Prix de l'UVF
- 1895
  - Grand Prix de l'UVF
  - Grand Prix d’Anvers
  - 3e du Grand Prix de Paris
- 1899
  - 3e du Grand Prix de Reims[2],[3]